# اللواء 21 مشاة ميكا (اليمن)
اللواء 21 مشاة ميكا هو لواء مشاة يمني يتبع المنطقة العسكرية الثالثة، وكان يتمركز في مدينة عتق بمحافظة شبوة، وفي معركة شبوة خلال الحرب الأهلية 2015 سيطر الحوثيون والجيش المؤيد لعلي عبد الله صالح على اللواء وقاموا بتفكيكه، ونقلت هيئة أركان الجيش اليمني مقر اللواء إلى «منطقة العبر» بمحافظة حضرموت، جنباً إلى جنب مع اللواء 23 مشاة ميكا لإعادة لملمته.

## تاريخ

### حرب 2015
يعتبر اللواء أحد الالوية العسكرية الموالية للرئيس عبد ربه منصور هادي خلال الحرب الأهلية 2015.